# Onthophagus altivagans
Onthophagus altivagans es una especie de insecto del género Onthophagus de la familia Scarabaeidae del orden Coleoptera.
 Fue descrita en 2004 por Howden & Génier.